# Antoni Vidal i Planella
Antoni Vidal i Planella, conegut com a Vidal II, (Barcelona, 24 d'abril de 1945) fou un futbolista català de la dècada de 1960.

## Trajectòria
Es formà al Centre Parroquial de Sarrià, des d'on passà a l'amateur del FC Barcelona, on jugà durant dues temporades. L'any 1965 fou fitxat pel CE Sabadell, que jugava a primera divisió. Jugà tres temporades al club vallesà, en les quals disputà 57 partits de lliga, en els quals marcà 9 gols. Aquesta bona trajectòria el portà a fitxar pel Reial Madrid, on romangué dues temporades. Al club blanc no disposà de gaire minuts, jugant només 3 partits de lliga, però hi guanyà una lliga i una copa. El 1970 retornà al Sabadell, on disputà la seva darrera temporada a primera divisió i a continuació fitxà per la UE Sant Andreu, a Segona, on es retirà el 1973.
Disputà, el dia 8 de desembre de 1966, un partit benèfic entre la selecció catalana de futbol i una selecció d'estrangers, amb resultat final d'empat a 3 gols.
El seu germà Lluís Maria Vidal i Planella també fou futbolista professional.

## Palmarès
- Lliga espanyola:
  - 1968-69
- Copa espanyola:
  - 1969-70